# Projeto FX-2

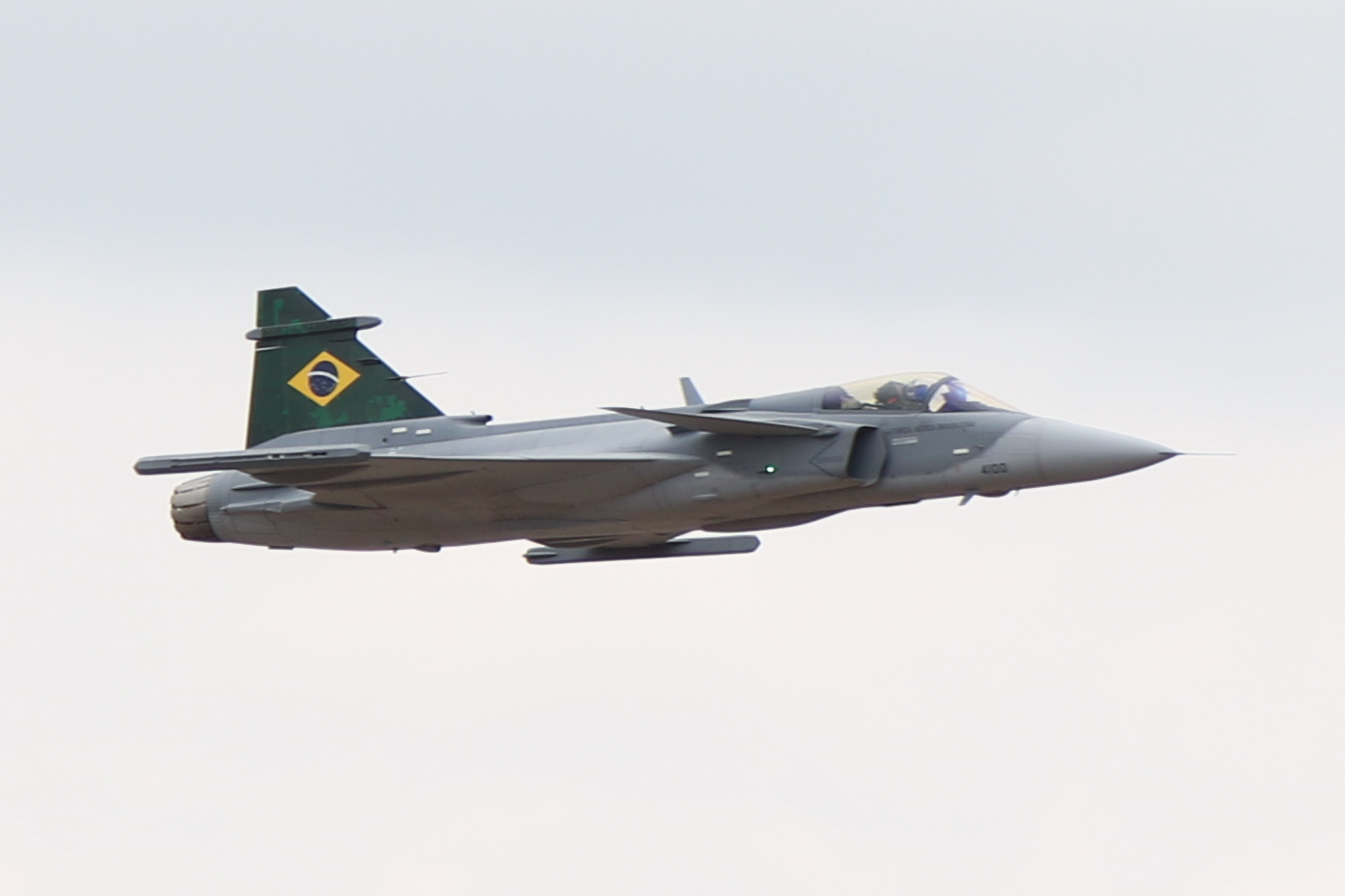
O Saab JAS 39 Gripen NG foi o modelo escolhido pelo governo brasileiro.

O Projeto FX-2 ou Programa FX-2 foi um programa de reequipamento e modernização da frota de aeronaves militares supersônicas da FAB - Força Aérea Brasileira, criado em 2006 no governo do então presidente Luiz Inácio Lula da Silva, em substituição ao programa anterior, denominado Projeto FX, após acréscimos de vários requisitos e uma mudança nos requisitos estabelecidos no então Projeto FX, na época considerado problemático e pouco ambicioso.
O Projeto FX-2 foi criado a partir do Projeto FX, foi remodelado, e em 2006 o Governo Brasileiro anunciou a concorrência visando à compra de 36 unidades de um modelo de aeronave de superioridade aérea. Enquanto o Projeto FX projetava gastos iniciais de US$ 700 milhões, o Projeto FX-2 previa inicialmente gastos de US$ 2,2 bilhões a US$ 3 bilhões, mas exigia transferência completa de tecnologia, e depois passou a incluir o requisito de direito de produção sob licença da aeronave no Brasil e de exportação para o mercado sul-americano.
Devido à repercussão dessa licitação, que pode incluir a aquisição posterior do Brasil de mais aeronaves do mesmo modelo vencedor da concorrência, essa tem sido considerada a mais importante aquisição de aeronaves militares da década na América Latina. Essa compra teria esse peso pois vários países que estavam para definir suas compras adiaram suas decisões finais para esperar o anúncio da decisão brasileira. Isto porque a aeronave comprada pelo Brasil ficaria mais atraente em termos de preço, dada a economia em escala da produção de um número maior de unidades.
Após mais de dez anos de discussão, no dia 18 de dezembro de 2013 foi anunciado que o Governo Brasileiro optou pela aquisição do Saab JAS 39 Gripen NG em um pacote de 36 aviões, oferecido inicialmente por US$ 6 bilhões e que poderia chegar a um preço final em torno de US$ 5 bilhões.

## A concorrência
Durante a concorrência, vários tradicionais fabricantes de aeronaves militares dos Estados Unidos, da Europa Ocidental e da Rússia, chegaram a oferecer propostas para participar da concorrência FX-2:
- Su-35 Super Flanker, da Sukhoi (Rússia)
- Rafale F3, da Dassault (França)
- JAS 39 Gripen NG, da Saab e da BAE (Suécia e Inglaterra)
- F/A-18E/F Super Hornet, da Boeing (Estados Unidos)
- F-16 Fighting Falcon, da Lockheed Martin (Estados Unidos)
- Eurofighter Typhoon EF-2000, do consórcio Eurofighter europeu (Alemanha, Itália, Espanha e Inglaterra)

Inicialmente os aviões considerados como favoritos eram o grande e potente caça russo Sukhoi Su-35 e o avançado caça francês Dassault Rafale, este com fuselagem e asas fabricadas quase inteiramente em material composto.
Desde o início, participava da concorrência o modelo americano F/A-18 E/F Super Hornet da Boeing (um derivado melhorado do seu antecessor F/A-18 C/D Hornet), participava também o ágil e moderno JAS 39 Gripen C/D, da sueca Saab (que utiliza o motor Volvo RM-12, licenciada da General Electric americana), considerados inicialmente candidatos com chances reduzidas devido às restrições de transferência tecnológica e direitos de fabricação que os Estados Unidos impõem, historicamente, até mesmo a grandes aliados como Israel e Reino Unido.
O caso das restrições impostas pelos Estados Unidos sobre o Brasil, impedindo a venda do turboélice de ataque leve Super Tucano à Venezuela, pesaram para que, já no primeiro Projeto FX, a oferta do F-16 Fighting Falcon da Lockheed Martin americana fosse descartada.
Porém, posteriormente, em 2008, a Saab passou a oferecer na mesma concorrência FX-2, o modelo de caça derivado do antecessor JAS 39 Gripen C/D, o moderníssimo JAS 39 Gripen NG, conhecido também como JAS 39 Gripen E/F.

## A exclusão do Sukhoi

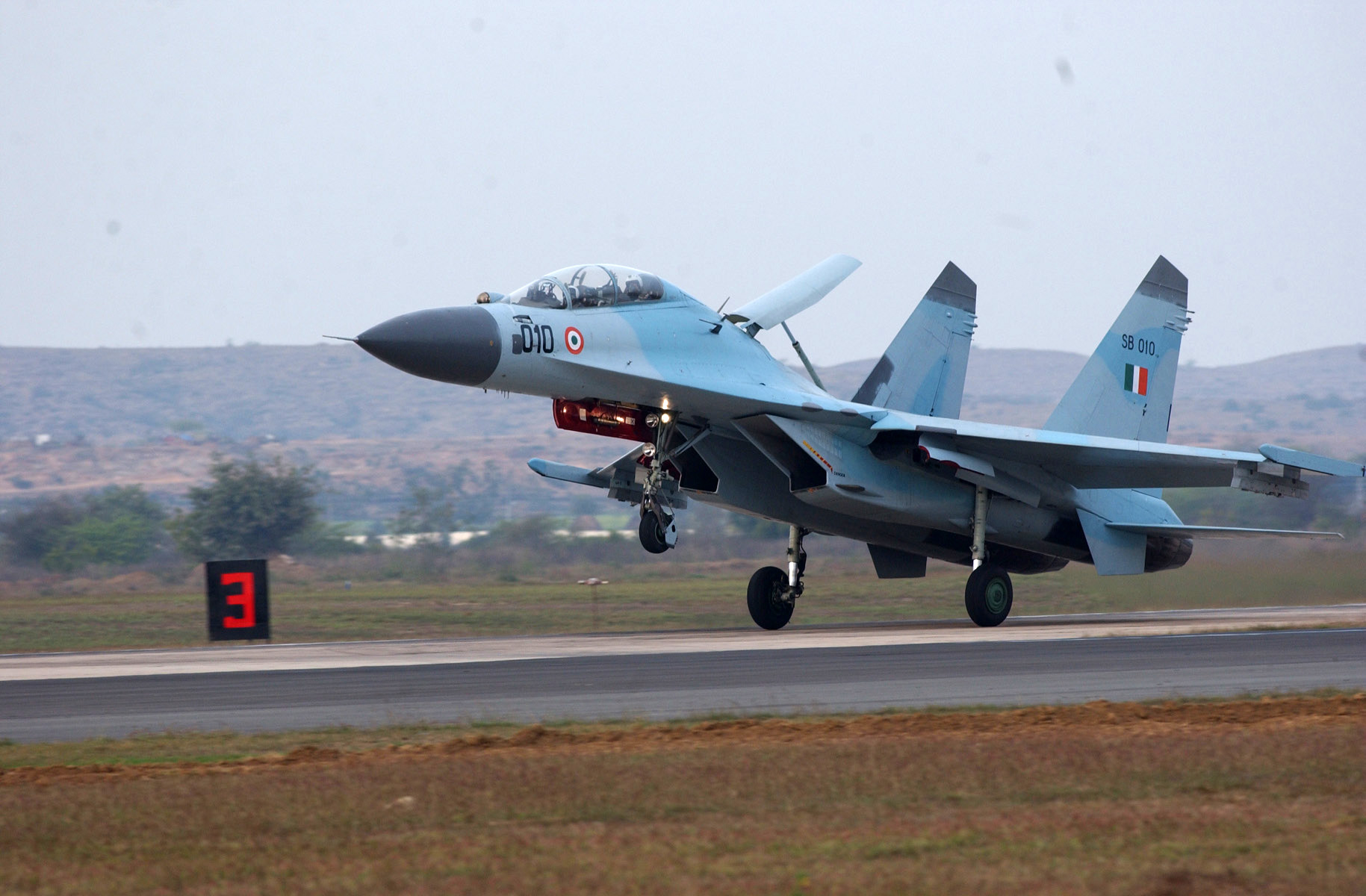
Sukhoi Su-30 da força aérea da Índia

Em outubro de 2008, o Comando da Aeronáutica anunciou que a aeronave russa Sukhoi Su-35 estaria fora da disputa final no Projeto FX-2.
Os Estados Unidos já haviam vetado a venda de aviões Super Tucano da Embraer à Venezuela em 2003, pela existência de componentes americanos, como o motor turbohélice fabricado pela Pratt & Whitney, o Pratt & Whitney PT6A-25C, utilizado no avião brasileiro. Este episódio desagradou alguns estrategistas brasileiros pois resultou na aproximação da Venezuela com a Rússia, que vendeu uma aeronave muito superior ao governo venezuelano, o Sukhoi Su-30.
O Sukhoi Su-35 era considerado o favorito tanto para o Programa FX brasileiro, o antecessor do Programa FX-2, como para este. A aquisição venezuelana tornou-se um problema para o Programa FX, pois a FAB - Força Aérea Brasileira acreditava que seria possível adquirir o Sukhoi como aeronave de superioridade aérea regional, ou seja, uma aeronave tecnologicamente superior às adquiridas pelos países vizinhos da América do Sul. Isso já levara a FAB a descartar o F-16 Fighting Falcon, aeronave adquirida pelo Chile e em estudo pela Colômbia.
A aquisição pela Venezuela do Sukhoi Su-30 MKV e de mais uma frota de F-16 C/D Block 50 pelo Chile foram considerados elementos decisivos para explicar o abandono do Projeto FX, encerrado oficialmente em 24 de fevereiro 2005, antes de sua substituição pelo Projeto FX-2. A  partir de 2006, a FAB - Força Aérea Brasileira adquiriu 12 caças Mirage 2000C usados, pertencentes à Força Aérea Francesa, por US$ 57 milhões, para que fosse possível continuar tendo, de forma provisória, capacidade de defesa do espaço aéreo brasileiro enquanto se definiam os detalhes da concorrência para o Projeto FX-2.
Apenas após concluída a aquisição das aeronaves francesas usadas, em 7 de novembro de 2007, o presidente Lula autorizou o brigadeiro Juniti Saito (comandante da Aeronáutica) a iniciar o programa de renovação da frota de aeronaves para a FAB - Força Aérea Brasileira, a partir de janeiro de 2008.
A concorrência do FX-2 incluiu inicialmente seis aeronaves, número que foi reduzido pela metade em novembro de 2008. A partir desta etapa, apenas três aeronaves participariam da fase final da concorrência. O avião russo foi excluído da etapa final, em detrimento do F/A-18E/F americano, que até então não era considerado um candidato sério, devido às restrições de transferência de tecnologia que os EUA impuseram.
A exclusão do Sukhoi da concorrência chegou a ser rediscutida, mas não foi reconsiderada, mesmo diante da oferta russa de desenvolver um novo caça de 5ª geração em conjunto com a Embraer.

## A etapa final do Projeto FX-2

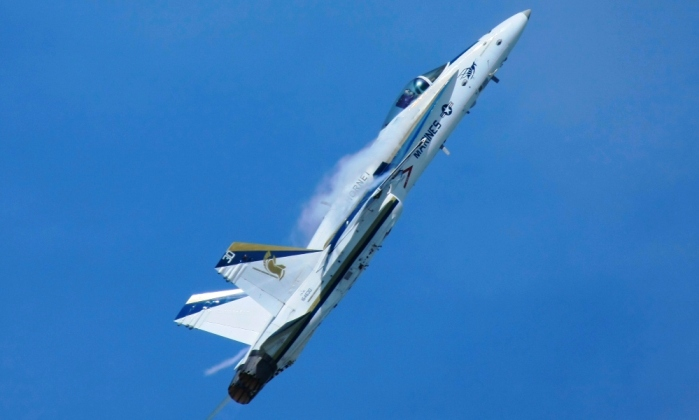
F/A-18 em evento de comemoração do 30^{o} aniversário da aeronave

Em fevereiro de 2009 começou o processo de avaliação final das questões técnicas e políticas envolvendo a concorrência para o FX-2, comparando as vantagens e desvantagens de cada uma das três ofertas finais (Boeing, Saab e Dassault).
Em abril de 2009 a Embraer chegou a cogitar a possibilidade de adquirir parte da Saab, com aporte do BNDES, o que potencialmente encerraria a discussão em torno da aquisição do FX-2. Entretanto, o acordo não foi concluído e a concorrência continuou normalmente.
Em 7 de setembro de 2009, o Presidente Lula declarou que o acordo Brasil-França de aquisição de material bélico francês, incluindo submarinos e a transferência tecnológica para a construção do casco de um novo submarino nuclear, também incluiria o Rafale desde que a empresa Dassault confirmasse as promessas feitas pelo presidente francês, de transferência tecnológica irrestrita e licença para produzir e exportar o avião para a América do Sul. O Presidente Lula fez questão de esclarecer que a preferência pelo Rafale não encerrava a concorrência, que os detalhes técnicos estavam sendo levados em consideração mas que a decisão final era político-estratégica, portanto da Presidência da República.
O Ministério da Defesa estendeu o prazo para as ofertas finais das empresas até 02 de outubro de 2009 e deve anunciar o resultado final do relatório técnico no mesmo mês. O lobby das empresas participantes da concorrência continua intenso e as ofertas foram melhoradas até o último instante.
Em dezembro de 2009, o presidente Lula confirmou que a decisão final sobre qual caça seria comprado para a re-aparelhagem da FAB só sairia em 2010.
Em 5 de Janeiro de 2010, foi noticiado na imprensa que o relatório final de avaliação pela Força Aérea Brasileira colocou o JAS-39 Gripen NG à frente dos outros dois candidatos. O fator decisivo foi, aparentemente, o custo global dos novos caças, tanto em termos de custo unitário como em custos de operação e manutenção.  Porém a versão final do relatório do COPAC em conformidade com a END não trazia uma hierarquia dos concorrentes, como aconteceu na anterior. Ainda assim, ele expõe as vantagens dos caças Rafale e F-18 Super Hornet, como os fatos dessas aeronaves serem projetos já construídos e testados, deixando o Gripen NG como uma incógnita.

### Disputas internacionais e a hipótese de sabotagem
Uma semana antes do anúncio do resultado final da concorrência considerada a mais importante da década, dois aviões franceses do tipo Rafale caíram misteriosamente no Mediterrâneo, levantando suspeitas de sabotagem industrial.  A hipótese de sabotagem vem sendo considerada pela França, após uma série de acidentes aéreos com aeronaves da Airbus nos últimos três anos, que incluiu a descoberta de um caso de sabotagem ao detector de fumaça de um avião da Air France que estava em Dusseldorf, na Alemanha, em 9 de junho de 2009.

### Propostas finalistas
Em 11 de setembro de 2009, a FAB emitiu esclarecimento sobre o F-X2 detalhando os pontos relevantes na avaliação das propostas recebidas. As cinco prioridades de avaliação foram:
1. Transferência de tecnologia;
2. Domínio do sistema de armas pelo Brasil;
3. Acordos de compensação e participação da indústria nacional (offset);
4. Técnico-operacional; e
5. Comercial.

Segundo artigo publicado na Folha de S.Paulo, em 15 de outubro de 2009, em uma audiência pública na Câmara, representantes da Dassault, Boeing e Saab reconheceram que a transferência de tecnologia não seria irrestrita. Dentro desse contexto, torna-se importante o conhecimento das propostas oferecidas pelas três empresas finalistas.

#### Rafale F3

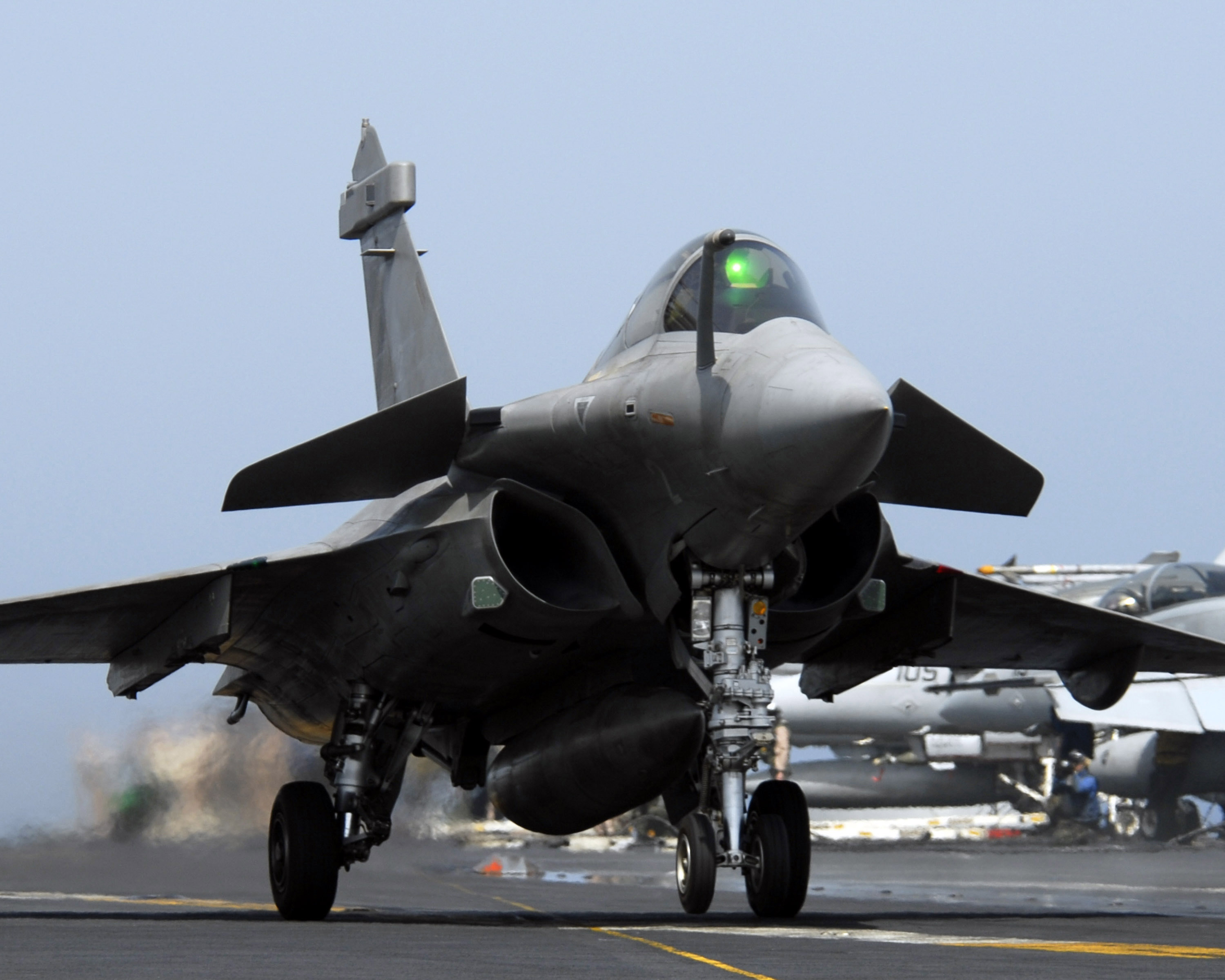
Dassault Rafale

Em sua proposta inicial, a Dassault oferecia, além da transferência de tecnologia e da implantação de uma linha de montagem em parceria com a Embraer e outras 10 empresas brasileiras, um custo de manutenção para os Rafales equivalente ao dos Mirage 2000 já adquiridos pela FAB.
Eric Trappier, presidente da Rafale Internacional, prometeu que os aviões comprados seriam entregues em, no máximo, três anos e que a tecnologia do caça seria transferida a pelo menos uma dezena de empresas brasileiras que são parceiras da Rafale Internacional – um consórcio integrado também pelas empresas Snecma (fabricante das turbinas) e Thales (equipamentos eletrônicos, radares e sistemas de defesa).
Seriam produzidos no Brasil, inicialmente, as asas (pela Embraer), os componentes eletrônicos do radar de última geração e as peças de manutenção dos motores. Outros componentes necessários às adaptações exigidas pela FAB viriam a ser produzidos no Brasil também.
Em 13 de novembro de 2009 O Globo noticiou que a Dassault estava disposta a transferir a tecnologia do Rafale irrestritamente, incluindo os códigos-fonte dos aviônicos. Segundo o almirante Edouard Guillard, chefe do estado-maior particular do presidente da república francês, a oferta atual da Dassault sai da chamada transferência de tecnologia para a cessão de segredos industriais.

#### F/A-18E/F Super Hornet

O F-18 americano

Em 30 de setembro, a Boeing detalhou seu programa de transferência de tecnologia oferecido ao Brasil. O pacote oferecido pela Boeing cobre as tecnologias empregadas no Super Hornet, tecnologias estratégicas para o Brasil no que diz respeito a autonomia nacional e tecnologias capazes de impulsionar o desenvolvimento econômico brasileiro.
Além de garantir o acesso as tecnologias já existentes no caça, o acordo também incluiu a modernização da integração de sensores AESA, FLIR e sistemas de designação de alvos, modernização dos sistemas de comunicação e de rede e a possibilidade de integração de novas armas.
O programa incluiu o apoio e manutenção dos aviões no Brasil, com a transferência dos trabalhos realizados ao país. Engloba também o apoio à pesquisa no campo de aerodinâmica supersônica, através do fornecimento ao Brasil de um túnel de vento tri-sônico.
Um possível problema que ameaça a intenção estratégica de transferência de tecnologia é o risco de embargos e de veto por parte do governo americano, como demonstrado no incidente da venda, pelo Brasil, de Super Tucanos para a Venezuela, quando tal negociação foi vetada pelos EUA devido à presença de peças de fabricação americana na aeronave (como a turbina).  Bob Gower, vice-presidente da empresa responsável pelo F-18 Super Hornet, quando questionado em audiência pública sobre o porquê da proposta da Boeing citar transferência "necessária" e não "irrestrita", disse: "Isso significaria dar acesso a cada pequena peça. Se tivermos um chip Intel, não podemos dar acesso aos senhores. Solicitamos a eles [permissão para transferir], e eles nos disseram que era simples: "Basta comprar a nossa empresa'".

#### JAS-39 Gripen NG

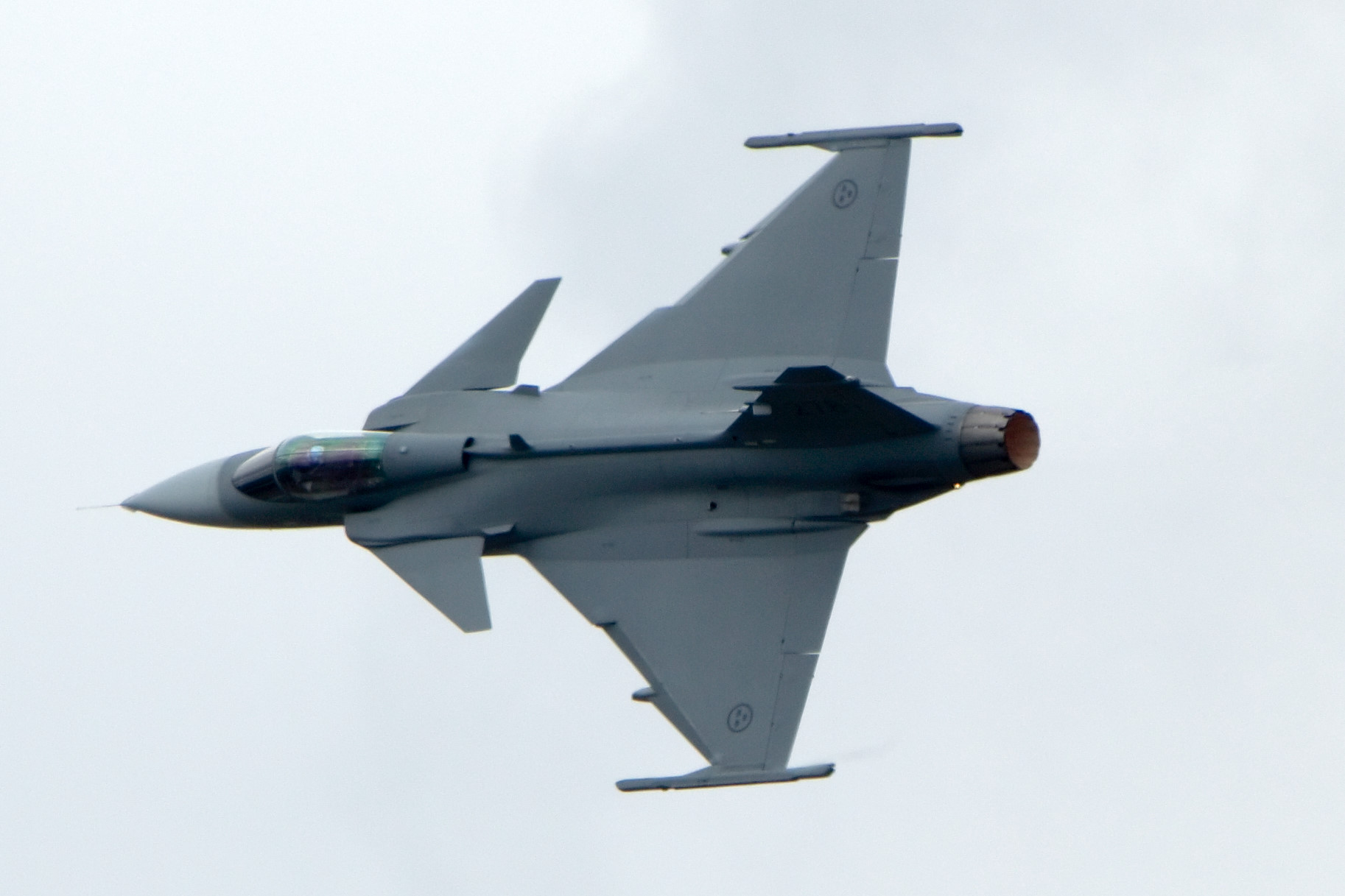
Gripen da força aérea sueca

Em 11 de setembro de 2009, a FAB incluiu várias exigências na especificação do projeto, entre elas, a transferência de tecnologia. A Saab então propôs um compartilhamento no desenvolvimento do avião. As capacidades essenciais a serem compartilhadas pelas equipes do Brasil e Suécia deveriam ser integração de armamento, integração do motor, de sistemas, possibilidade de projetar, enlace de dados, seção de reflexão ao radar, integração de sistemas comerciais, radar, aerodinâmica, avaliações e testes, sobrevivência, desenvolvimento de programas de computador, integração de sistemas táticos, sistema de gravação de dados, funções de navegação.
Na fabricação, a participação brasileira na produção seria de 40% dos componentes, que não seriam usados nos caças a serem produzidos posteriormente na Suécia tanto para a Força Aérea da Suécia como para outros clientes. O Brasil deveria ser responsável pela fabricação do sistema de rastreamento infravermelho, o sistema de display, o data link e o trem de pouso.
Os únicos componentes procedentes dos EUA seriam a GE F414 [en], (um turbofan de 80 KN (18.000 lb de empuxo, que também equipa o Boeing F/A-18 E/F Super Hornet) e a unidade APU. A turbina é produzida sob licença na Suécia pela Volvo Aero, com a identificação de RM12, e 50% dos componentes da turbina são produzidos no país.
Comparativo
|                                                               | Rafale F3 | JAS-39 Gripen NG | F/A-18E Super Hornet                                                                                           |
| Origem                                                        | França | Suécia | Estados Unidos                                                                                                 |
| Fabricante                                                    | Dassault | Saab-BAE | Boeing |
| Dimensões (m)                                                 | 10,9 x 15,3 x 5 | 8,4 x 14 x 4,5 | 13,6 x 18,3 x 4,8                                                                                              |
| Peso vazio                                                    | 10,100 Kg | 5,700 Kg | 13,900 Kg |
| Peso máx. para decolagem (carregado)                          | 24.500 Kg | 16.500 Kg | 29.930 Kg |
| Carga bélica                                                  | 9.000 Kg | 7.300 Kg | 8.000 Kg |
| Alcance sem tanque externo                                    | 1.850 Km | 900 Km | 2.346 Km |
| Alcance máx. com tanque externo                               | 3.125 Km | 4.070 Km | 3.700 Km |
| Raio de ação de combate (missão de ataque com tanques extras) | 1.850 Km | 1.800 Km | 1.231 Km |
| Tipo de Motor                                                 | bimotor | monomotor | bimotor |
| Motor / Potência                                              | 2 motores Snecma M88-3 / 87 kN | 1 motor GE F414 [en], turbofan com pós-combustão / 98 KN (22.000 lb) | 2 motores General Electric F414 -GE-400 / 97,9 kN (22.000 Ib)                                                  |
| Velocidade máx.                                               | 1,8 Ma (2 223 km/h) | 2.470 Km/h | 1.915 km/h |
| Altitude máx.                                                 | 16.800 m | 15.240 m | 17.000 m |
| Armamento                                                     | 1 canhão DEFA de 30mm mísseis MICA e SCALP bombas LGB | 1 canhão Mauser 27mm mísseis AIM9 Sidewinder AIM-120 AMRAAM | 1 canhão M61A1 Vulcan 20mm mísseis AIM-9X Sidewinder AIM-120 AMRAAM                                            |
| Preço estimado                                                | US$ 90 a 110 milhões | US$ 50 a 60 milhões | US$ 60 a 70 milhões                                                                                            |
| Proposta                                                      | Transferência tecnológica de tudo que foi pedido pela FAB, possibilidade de ser montado no Brasil e direitos de fabricação para vender na América do Sul | Transferência tecnológica de todos os componentes suecos do avião (motor e alguns aviônicos são de outros países), integração de vários tipos de mísseis, parceria na venda para todo o mundo. | Venda direta. Possibilidade de transferir algumas tecnologias, dependendo da aprovação do Congresso Americano. |

### A posição da Embraer
Em 2009, o a Embraer junto com a FAB, considerou o Gripen a melhor opção para a empresa estabelecer uma parceria estratégica, devido a possibilidade de transferência tecnológica. A proposta foi avaliada preliminarmente a pedido da FAB e, segundo o vice-presidente-executivo para o mercado de defesa da empresa, Orlando José Ferreira Neto, a oferta da empresa sueca Saab assegura ao Brasil o conhecimento e a agregação de tecnologia. Ferreira Neto ainda afirmou que não há interesse em fabricar peças, mas sim dominar o conhecimento, que será útil no desenvolvimento de futuras aeronaves, isso é claro, além de futuramente a Embraer poder o modernizar mais ainda, substituindo partes não suecas, entre motores e outros instrumentos, fato abonado pelos suecos.

## Resultado e evolução do programa
Após mais de dez anos de discussão, no dia 18 de dezembro de 2013 foi anunciado que o governo brasileiro optou pela aquisição do Gripen NG, em atendimento a FAB, ainda aos seus futuros projetos, para a aquisição de um pacote de 36 aviões, inicialmente por US$ 4.5 bilhões.
Na conclusão dos contratos de regem a compra, em 27 de outubro de 2010, o valor total da aquisição foi atualizado para US$ 5,4 bilhões. Além da correção monetária o valor teve de ser atualizado para acomodar novos parâmetros exigidos pelo governo brasileiro.
Como compensação comercial, industrial e tecnológica (offset) à compra de material de defesa a SAAB se comprometeu em implementar um ambicioso programa de transferência de tecnologia avaliado em US$ 9,1 bilhões que prevê benefícios tecnológicos para um conjunto de empresas e órgãos de pesquisa governamentais brasileiros.
Pela proposta da Saab, cerca de 40% do caça Gripen e até 80% da sua estrutura serão feitos no Brasil, através de uma nova fábrica que a Saab pretende construir em São Bernardo do Campo (SP). A Saab também adquiriu 15% de participação no capital social da Akaer, que irá projetar a fuselagem central, traseira e as asas do avião.
Em julho de 2014 foi assinado um memorando de entendimento com o objetivo de uma parceria entre a Embraer Defesa e Segurança, divisão da Embraer localizada na cidade de Gavião Peixoto, e a Saab no projeto.
Em novembro de 2016, foi inaugurado o Centro de Projetos e Desenvolvimento, Gripen Design and Development Network (GDDN) no qual engenheiros e técnicos brasileiros passaram a trabalhar juntamente com os suecos no desenvolvimento e aprimoramento do caça. As instalações são sediadas na Embraer Defesa e Segurança em Gavião Peixoto, SP.
O primeiro caça, produzido na Suécia, realizou o voo inaugural em 26 de agosto de 2019 no aeródromo da Saab em Linköping. Foram 65 minutos de voo, em que foram avaliados o desempenho da aeronave e a sua manobrabilidade em várias altitudes e velocidades. A unidade, utilizada no desenvolvimento do projeto e ensaios em voo, recebeu a identificação "39-6001".
Para a produção de partes estruturais e superfícies de controle de voo do caça, como o cone da cauda, as seções dianteira e traseira da fuselagem, o caixão da asa [en] e o freio aerodinâmico, foi construída em São Bernardo do Campo, na Região Metropolitana de São Paulo, a unidade Saab Aeronáutica Montagens, primeira fábrica de aeroestruturas da Saab fora da Suécia. Em julho de 2020 teve início a produção das estruturas, que são enviadas à Embraer Defesa e Segurança, em Gavião Peixoto, para a montagem da aeronave.
Em 20 de setembro de 2020 chegou ao Brasil a primeira unidade a incorporar a frota da Força Aérea Brasileira, que havia realizado o voo inaugural na Suécia em 26 de agosto do ano anterior. Com a designação FAB F-39, os caças integrarão o 1.º Grupo de Defesa Aérea, sediado na Base Aérea de Anápolis. A embarcação que trouxe a aeronave, partiu da Suécia em 29 de agosto e depois de uma viagem de três semanas aportou em Itajaí, em Santa Catarina. O caça foi desembarcado no mesmo dia da chegada e depois transportado por via terrestre até o Aeroporto Internacional de Navegantes. No dia 24 de setembro, o FAB F-39E (designação da versão monoposto) decolou com destino à unidade de Gavião Peixoto, para iniciar o programa de testes dos sistemas de controle de voo, integração de armamentos, sistemas de comunicação e outros.